# Typhlotanais greenwichensis
Typhlotanais greenwichensis is een naaldkreeftjessoort uit de familie van de Typhlotanaidae. De wetenschappelijke naam van de soort is voor het eerst geldig gepubliceerd in 1970 door Sueo M. Shiino.